# Chips (groupe musical)
Pour les articles homonymes, voir Chips et Chip.
Chips était un groupe de pop suédois fondé en 1979. Le groupe s'est séparé en 1983.

## Membres
- Britta Johansson (1979-1981)
- Elisabeth Andreassen (1980-1983)
- Kikki Danielsson (1979-1983)
- Lasse Holm (1979-1981, auteur-compositeur 1982-1983)

## Discographie

### Albums studio
- Chips (1980)
- Having a Party (1982)

### Albums compilation
- 20 bästa låtar (1997)